# Джос Уидън
Джос Уидън (на английски: Joss Whedon, с рождено име Джоузеф Хил Уидън) е американски писател, режисьор, изпълнителен продуцент и създател на известните сериали „Бъфи, убийцата на вампири“, „Ейнджъл“ и „Файърфлай“. Той получава научна степен от Уеслианския университет през 1987 г. Уидън обича да се появява в своите продукции, а в сериала „Вероника Марс“ гостува с епизодична роля. Той е режисьор и на популярните филми „Отмъстителите“ (2012) и „Отмъстителите: Ерата на Ултрон“ (2015).